# Þrándur Ingjaldsson
Þrándur stígandi Ingjaldsson (Thrandur) fue un vikingo y bóndi de Islandia en el siglo X, un personaje secundario de la saga Eyrbyggja, pero que resalta por sus dotes como antiguo berserker para los enfrentamientos armados. La saga le menciona como grande, fuerte, y un buen corredor. Pertenecía al círculo de influencia de Snorri Goði, y acudió en su ayuda cuando solicitó su presencia para enfrentarse a una banda de ladrones, liderada por Óspakur y Hrafn el vikingo. Los bandidos se habían hecho fuertes en una granja de Eyr y la habían fortificado, la usaban como base para sus fechorías en todo el distrito. Snorri Godi se comprometió a acabar con el problema, pidiendo a un número de partidarios y vecinos (hasta reunir a 50) que le ayudaran a atacar la fortificación. Sobre Þrándur, la saga cita:
Snorri y sus partidarios mantuvieron un constante ataque que forzó la retirada de Hrafn y sus hombres tras la fortificación. Entonces Þrándur dio un salto corriendo a la empalizada, saltando lo suficientemente alto como para ser capaz de enganchar su hacha en la parte superior y luego enderezarse con el mango hasta que llegó a la fortificación. Cuando Hrafn vio que un hombre se había introducido en la fortificación, se precipitó con su lanza, pero Þrándur salvó la estocada y asestó un golpe sobre el hombro de Hrafn, cortando su brazo.
El episodio muestra como los islandeses habían creado su propia forma de gobierno, basada en el derecho noruego (que era una variante del derecho germánico), pero intencionalmente evitó cualquier tipo de autoridad central, reyes o jarls. La Mancomunidad Islandesa tuvo un poder legislativo (hacer leyes) y un poder judicial (para juzgar conforme las leyes), pero prescindieron de ejecutivo. Si había un conflicto, los poderosos goði buscaban combatientes para resolver la situación.